# Francis Russell, markis av Tavistock
Francis Russell, markis av Tavistock, född 1739 död 1767, var son till John Russell, 4:e hertig av Bedford och Lady Gertrude Leveson-Gower.
Gift 1764 med Lady Elizabeth Keppel (1739-1768). Han dog efter ett fall från sin häst under en jakttur.

## Barn
- Francis Russell, 5:e hertig av Bedford (1765-1802)
- John Russell, 6:e hertig av Bedford (1766-1839); gift 1:o 1786 med Georgiana Elizabeth Byng (död 1801); gift 2:o 1803 med lady Georgiana Gordon (1781-1853)
- Lord William Russell (1767-1840); gift 1789 med lady Charlotte Villiers (död 1808)